# SEAT Arona
SEAT Arona – samochód osobowy typu crossover klasy aut miejskich produkowany pod hiszpańską marką SEAT od 2017 roku.

## Historia i opis modelu

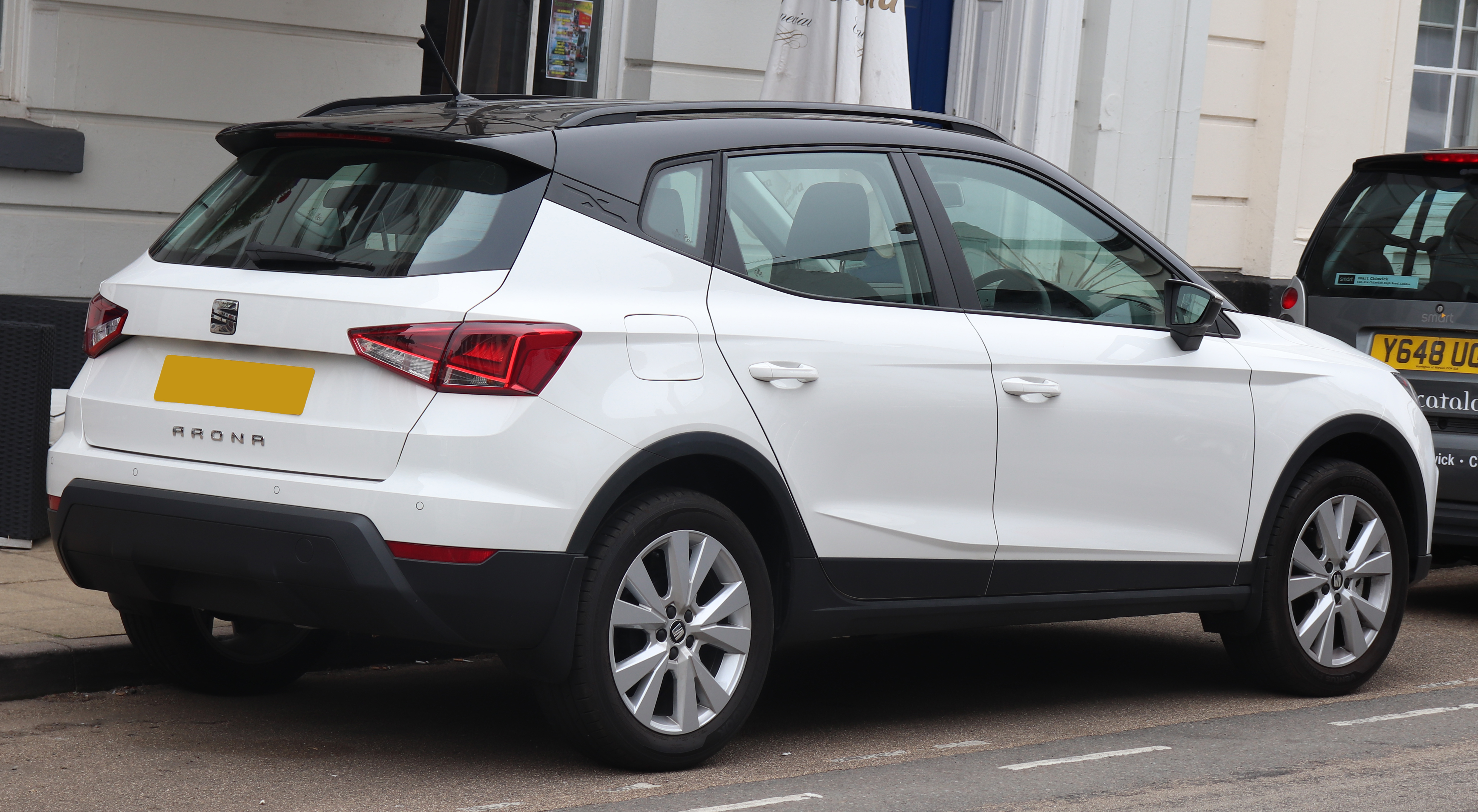
SEAT Arona - tył

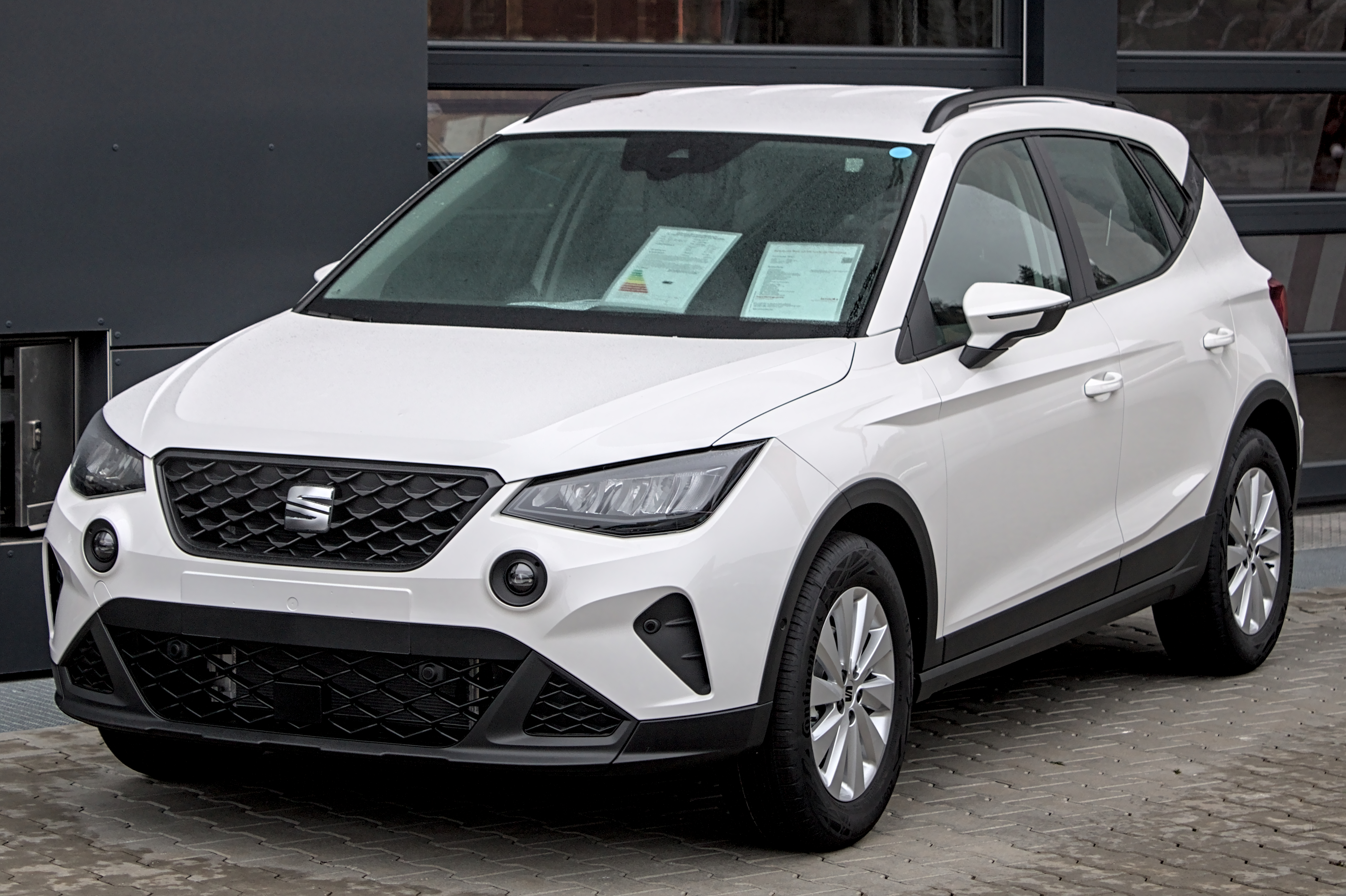
SEAT Arona po liftingu

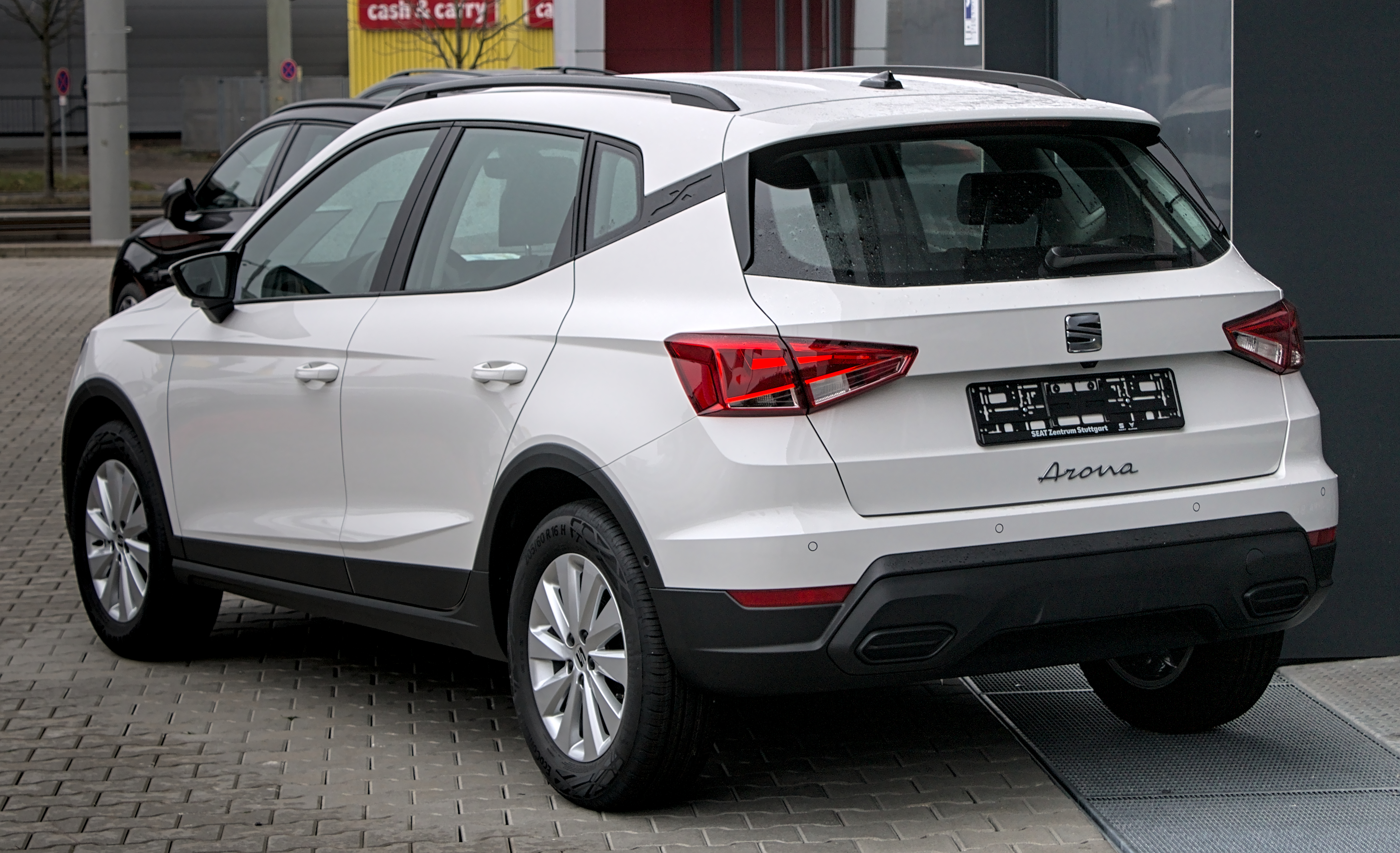
SEAT Arona - tył po liftingu

Samochód został po raz pierwszy oficjalnie zaprezentowany podczas targów motoryzacyjnych we Frankfurcie we wrześniu 2017 roku. Zbudowany został na bazie nowej płyty podłogowej VW MQB-A0, która wykorzystana została do budowy m.in. piątej generacji modelu Ibiza oraz szóstej generacji Volkswagena Polo. Nazwa "Arona" kontynuuje tradycję marki w zakresie tworzenia nazw nowych modeli od regionów i miast Hiszpanii – Arona to gmina i miasto na Teneryfie.
Stylistycznie auto jest mieszanką dwóch najnowszych modeli marki – Ibizy V oraz Ateki.

### Wyposażenie
- Reference
- Style
- Full LED
- FR
- Xcellence

Standardowe wyposażenie podstawowej wersji Reference obejmuje m.in. system ABS, ESC, ASR, EDL, BAS oraz HBA, 6 poduszek powietrznych, system Front Assist z funkcją awaryjnego hamowania, system HHC, system kontroli ciśnienia w oponach, elektryczne sterowanie szyb, elektryczne sterowanie lusterek, klimatyzację manualną, zamek centralny z pilotem, a także system audio wyposażony w 5-calowy monochromatyczny ekran dotykowy, radio wyposażone w 4-głośniki oraz złącza USB i AUX, a także system Bluetooth i wielofunkcyjną kierownicę, halogenowe światła do jazdy dziennej, 16-calowe stalowe felgi oraz regulowany na wysokość fotel kierowcy.
Bogatsza wersja Style dodatkowo wyposażona została m.in. w tempomat, system wykrywania zmęczenia kierowcy, rozbudowany o 2 głośniki system audio z 5-calowym kolorowym ekranem dotykowym, światła do jazdy dziennej oraz tylne lampy wykonane w technologii LED, światła przeciwmgłowe z funkcją doświetlania zakrętów, 16-calowe alufelgi, chromowane wykończenie wnętrza, skórzane koło kierownicy. 
Wersja Full LED dodatkowo wyposażona została m.in. w pełne przednie reflektory LED z funkcją świateł autostradowych oraz przyciemniane szyby.
Najbogatsza wersja Xcellence wyposażona została dodatkowo m.in. w czujniki cofania, podgrzewane lusterka zewnętrzne, klimatyzację automatyczną, czujnik deszczu, czujnik zmierzchu, funkcję opóźnionego wyłączania świateł, fotochromatyczne lusterko wsteczne, system bezkluczykowy oraz system audio z 8-calowym ekranem dotykowym.
Opcjonalnie pojazd doposażyć można m.in. w przednie czujniki parkowania, asystenta parkowania, kamerę cofania, system monitorowania martwego pola z funkcją wspomagania wyjazdu z miejsca parkingowego, aktywny tempomat, podgrzewane przednie fotele, system nawigacji satelitarnej, 6-głośnikowy system audio firmy beats Sound System z subwooferem, 17 lub 18-calowe alufelgi oraz tapicerkę wykonaną z alcantary.

### Silniki
| Silnik                | Pojemność skokowa [cm³] | Typ silnika        | Moc maksymalna [KM] przy obr./min | Maks. moment obrotowy [Nm] przy obr./min | Stopień sprężania  | Średnica cylindra x skok tłoka [mm] | Przyspieszenie 0-100 km/h [s] | Prędkość maks. [km/h] |                    |
| Silniki benzynowe:    | Silniki benzynowe:      | Silniki benzynowe: | Silniki benzynowe:                | Silniki benzynowe:                       | Silniki benzynowe: | Silniki benzynowe:                  | Silniki benzynowe:            | Silniki benzynowe:    | Silniki benzynowe: |
| --------------------- | ----------------------- | ------------------ | --------------------------------- | ---------------------------------------- | ------------------ | ----------------------------------- | ----------------------------- | --------------------- | ------------------ |
| 1.0 Eco TSI           | 999                     | R3 DOHC            | 95 (75)/5000                      | 175/2000-3500                            | 10,5:1             | 74,5x76,6                           | 11,2                          | 173                   |                    |
| 1.0 Eco TSI           | 999                     | R3 DOHC            | 115 (85)/5000                     | 200/2000-3500                            | 10,5:1             | 74,5x76,4                           | 9,8                           | 182                   |                    |
| 1.5 TSI               | 1498                    | R4 DOHC            | 155 (110)/5000                    | 250/1500-3500                            | b.d.               | b.d.                                | 8                             | 205                   |                    |
| Silniki wysokoprężne: |                         |                    |                                   |                                          |                    |                                     |                               |                       |                    |
| 1.6 TDI               | 1598                    | R4 DOHC            | 90 (66)/2750                      | 230/1400-2750                            | 16,2:1             | 79,5x80,5                           | b.d.                          | b.d.                  |                    |
| 1.6 TDI               | 1598                    | R4 DOHC            | 115 (85)/3250                     | 250/1500-3250                            | 16,2:1             | 79,5x80,5                           | b.d.                          | b.d.                  |                    |